# 五羰基合锰酸
五羰基锰酸是一种有机锰化合物，化学式为HMn(CO)5。

## 制备
五羰基锰酸于1931年被报告。制备五羰基锰酸有多种方法，其中一种是质子化五羰基锰酸根。这种酸根可以由十羰基二锰 (Mn(CO)5)2的还原而成：
LiHB(C2H5)3 + ½ Mn2(CO)10 → Li[Mn(CO)5] + ½ H2 + (C2H5)3B
Li[Mn(CO)5] + CF3SO3H → HMn(CO)5 + Li+
CF3SO3−

[Mn(CO)5]−
 的盐可以由 PPN+
（化学式 ((C
6H
5)
3P)
2N+
）盐制备而成，然后被CF3SO3H质子化：
PPN[Mn(CO)5] + CF3SO3H → HMn(CO)5 + PPN+
CF3SO3−

它也可以由五羰基(三甲基硅基)锰水解而成。
2 (CO)5MnSiMe3 + H2O → HMn(CO)5 + Me3SiOSiMe3

## 结构
五羰基锰酸分子是八面体型的，分子对称性 C4v。其中的H-Mn键长为1.44 ± 0.03 Å。

## 反应
HMn(CO)5在水中的酸度系数（pKa）是7.1，与硫化氢的酸性相当。
HMn(CO)5的一个常见反应是CO配体被有机磷化合物取代的反应，加热或光照下引发。
HMn(CO)5可以还原烯烃和其它有机化合物。
五羰基锰酸可以由重氮甲烷甲基化。
HMn(CO)5 + CH2N2 → Mn(CO)5CH3 + N2